# Rubén Omar Romano
Rubén Omar Romano Cachía (ur. 18 maja 1958 w Buenos Aires) – argentyński piłkarz występujący na pozycji ofensywnego bądź lewego pomocnika, trener piłkarski.